# Bacidia veneta
Bacidia veneta är en lavart som beskrevs av S. Ekman. Bacidia veneta ingår i släktet Bacidia och familjen Ramalinaceae.   Inga underarter finns listade i Catalogue of Life.